# Olxheim
Olxheim (en bas-allemand: Olxen) est un quartier de la commune allemande d'Einbeck, dans l'arrondissement de Northeim, Land de Basse-Saxe.

## Géographie
Olxheim se situe dans une boucle de la Leine.

## Histoire
Olxheim est incorporé en mars 1974 dans la commune de Kreiensen. Dans le cadre de cette commune, Olxheim devient en janvier 2013 un quartier de la ville nouvellement formée d'Einbeck.

## Source, notes et références
- (de) Cet article est partiellement ou en totalité issu de l’article de Wikipédia en allemand intitulé « Olxheim » (voir la liste des auteurs).